# Мавраидис, Менил
Мени́л «Ми́нни» Мавраиди́с (англ. Menil «Minnie» Mavraides; род. 17 ноября 1931, Лоуэлл, Массачусетс, США) — американский профессиональный футболист. Играл за команду НФЛ «Филадельфия Иглз» на позиции гарда (1954, 1957). Член Зала славы AHEPA (1988).

## Биография
Родился в греческой семье.
В 1947 году начал играть в составе школьной футбольной команды.
В 1950—1953 годах играл за команду Университета Нотр-Дам, который окончил в 1953 году.
Служил в Военно-воздушных силах США. Дослужился до звания офицера.